# Miklós Temesvári
Miklós Temesvári (Miskolc, 27 luglio 1938) è un allenatore di calcio ed ex calciatore ungherese, di ruolo centrocampista.

## Carriera
Dopo aver giocato per una dozzina d'anni come centrocampista in patria, nel 1978 siede sulla panchina di un club di seconda divisione nazionale. Ottiene la vittoria del proprio girone e sale in prima divisione nel 1980. In seguito è chiamato sulla panchina dell'Újpest: vince la Coppa d'Ungheria nel 1982, battendo in finale il Videoton 2-0, e quella del 1983, vincendo in finale per 3-2 sull'Honvéd. In seguito allena anche Tatabanya e Debrecen.

## Palmarès

### Allenatore
- Nemzeti Bajnokság II: 1

Nyíregyháza: 1979-1980
- Coppa d'Ungheria: 2

Újpest: 1981-1982, 1982-1983